# Monte Barbatoia
Il Monte Barbatoia è un rilievo dell'isola d'Elba.

## Descrizione
Situato nella parte centrale dell'isola, raggiunge un'altezza di 368 metri sul livello del mare.
Il toponimo, attestato dal 1840 come Barbatoja, deriva probabilmente dal termine botanico barba.
Si trova a breve distanza dal Circolo megalitico di Monte Còcchero.